# Schizomavella ortmanni
Schizomavella ortmanni is een mosdiertjessoort uit de familie van de Bitectiporidae. De wetenschappelijke naam van de soort is voor het eerst geldig gepubliceerd in 1955 door Kluge, 1908.